# Catch the Rainbow: The Anthology
Catch the Rainbow: The Anthology è un album di raccolta del gruppo hard rock britannico Rainbow, pubblicato nel 2002.

## Tracce

### Disco 1
1. Man on the Silver Mountain
2. Sixteenth Century Greensleeves
3. Catch the Rainbow
4. Tarot Woman
5. Starstruck
6. Stargazer
7. A Light in Black
8. Mistreated (live)
9. Long Live Rock 'n' Roll
10. Gates of Babylon
11. Kill the King
12. Rainbow Eyes

### Disco 2
1. Eyes of the World
2. Since You Been Gone
3. All Night Long
4. Weiss Heim
5. I Surrender
6. Spotlight Kid
7. Can't Happen Here
8. Jealous Lover
9. Death Alley Driver
10. Stone Cold
11. Tearin' Out My Heart
12. Power
13. Can't Let You Go
14. Desperate Heart
15. Street of Dreams
16. Difficult to Cure (live)